# Sawyer (Oklahoma)
Sawyer è un comune degli Stati Uniti d'America, situato nello Stato dell'Oklahoma, nella contea di Choctaw.